# Athetis absorbens
Athetis absorbens là một loài bướm đêm trong họ Noctuidae.